# Oxyrhachis brincki
Oxyrhachis brincki är en insektsart som beskrevs av Capener 1960. Oxyrhachis brincki ingår i släktet Oxyrhachis och familjen hornstritar. Inga underarter finns listade i Catalogue of Life.